# Ou còsmic
L'ou còsmic és una al·legoria per a explicar l'origen de l'univers i de la Terra.
Les primeres cultures que recullen aquest mite són l'egípcia, l'hindú (el Brahmanda Purana) i xinesa, i posteriorment apareixerà en les històries sobre cosmogonia dels finlandesos. Aquest ou pot provenir d'un animal o no, i ser incubat o no, depenent de la cultura, però en trencar-se'n la closca emergeix el món. Aquesta idea va ser recollida pels científics dels anys 30 com a metàfora per explicar que tot el cosmos provenia d'un sol àtom, com per exemple en les obres de Georges Lemaitre. La idea va ser abandonada en favor del big-bang, que crea alhora l'espai, el temps i la matèria, tot i que manté la noció de màxima concreció en un punt. L'ou còsmic ha estat recuperat per la ciència-ficció, sovint sota la forma de paròdia.

## La ciència i el mite de l'ou còsmic
L'ou còsmic és també un concepte cosmològic desenvolupat als anys 1930 i explorat pels teòrics durat les dues dècades següents. La idea ve de l'aparent necessitat de reconciliar les observacions d'Edwin Hubble d'un univers en expansió (també predit per les equacions de la relativitat general d'Einstein), amb la noció que l'univers hauria de ser eternament vell.

### Teories científiques equivalents al mite de l'ou còsmic
La teoria científica afirma que fa molts milers de milions d'anys tota la massa de l'univers estava compresa en un volum uns trenta cops la mida del Sol, i des d'aquest estat s'expandí fins al seu estat actual (big-bang).
Una altra teoria relacionada també afirma que la gravetat alenteix gradualment l'expansió còsmica, i que en algun moment del futur l'univers tornarà a contraure's fins a formar una nova singularitat espaciotemporal (equivalent molt laxe a un nou ou còsmic), procés conegut com el big crunch.

### Teories científiques alternatives contràries al mite de l'ou còsmic
Un intent rival de reconciliar un univers etern amb l'expansió còsmica és la teoria de l'estat estacionari desenvolupada per Fred Hoyle i d'altres. Segons Hoyle, mai no ocorregué cap esdeveniment com el big-bang i l'expansió còsmica és eterna, creant-se contínuament nova matèria per a mantenir-hi una densitat constant. Totes dues teories s'oposen al més recent model d'univers sense límits proposat per Stephen Hawking, en què l'espaitemps sorgí d'una singularitat espaciotemporal del big-bang. En aquest model, qualsevulla qüestió del que ocorregué "abans" del big-bang manca de significat, ja que el temps fou creat en aquell instant. De fet, emperò, darrerament, Roger Penrose, en conjunt amb el seu amic Stephen Hawking, han posat en dubte si manca de significat parlar d'"abans" del big-bang, afegint-hi així modificacions al model del big-bang.